# Тал Афар
Тал Афар (на арабски: تلعفر, на турски: Telafer) е град, разположен в област Нинава, Ирак. Населението на града през 2012 година е 179 889 души.

## География
Градът е разположен в северозападен Ирак, на около 50 километра западно от Мосул, на 60 километра от границата със Сирия.

## История
По време на периода след американската инвазия града е сцена на десетки самоубийствени атентати и няколко мащабни военни операции от страна на съюзническите сили.
При най-кървавата атака на 27 март 2007 г. загиват 152, а ранените са 347. В часовете след атентата отряди от полицията публично разстрелват над 70 души в знак на отмъщение.
На 16 юни 2014 г., градът пада под контрола на Ислямска държава, до неговото освобождение на 27 август 2017 г.

## Население
| Година | Население |
| ------ | --------- |
| 1965   | 36 998    |
| 2012   | 179 889   |

Към края на 2007 в града живеят около 80 000 души, което е значителен спад от близо тройно по-големия им брой само няколко години по-рано. По-голямата част от тях са туркмени, а останалите – араби и кюрди.